# Say Yes (film, 2001)
Pour les articles homonymes, voir Say Yes.
Pour plus de détails, voir Fiche technique et Distribution.
Say Yes (세이 예스) est un film sud-coréen réalisé par Kim Seong-hong, sorti en 2001.

## Synopsis
Après un an de galère, le premier roman de Jeong-hyun est enfin publié. Pour fêter cet événement, il décide de partir trois jours à la mer avec sa femme. Sur le trajet, ils renversent accidentellement une personne. Cette dernière leur demande de l'emmener avec eux sur leur lieu de vacances. Nos deux amoureux acceptent à contre-cœur. Une fois repartis, après de longs silences, notre passager leur pose une question qui changera à jamais leur vie et leur fera vivre un enfer ...

## Fiche technique
- Titre : Say Yes
- Titre original : 세이 예스
- Réalisation : Kim Seong-hong
- Scénario : Yeo Hye-yeong
- Production : Hwang Gi-seong
- Musique : Jo Seong-wu
- Photographie : Lee Dong-sam
- Montage : Park Gok-ji
- Pays d'origine : Corée du Sud
- Langue : coréen
- Format : Couleurs - 1,85:1 - Dolby Digital - 35 mm
- Genre : Thriller horrifique
- Durée : 104 minutes
- Date de sortie : 18 août 2001 (Corée du Sud)

## Distribution
- Park Joong-hoon : Em
- Chu Sang-mi : Yun-hie
- Kim Ju-hyeok : Jeong-hyun
- Gi Ju-bong : Manager
- Lee Chang-yeong : Le détective
- Choi Hong-il : Le vétérinaire